# Victor Rudd
Pour les articles homonymes, voir Rudd.
Victor Rudd, né le 18 mars 1991, à Los Angeles, en Californie, est un joueur américain de basket-ball. Il évolue aux postes d'ailier fort et de pivot.

## Biographie
En février 2018, Rudd quitte le club turc de Gaziantep où il avait commencé sa saison pour rejoindre le CSKA Moscou. Il y signe un contrat d'un mois pour pallier les blessures des intérieurs Kyle Hines et Othello Hunter. En mars, le contrat avec le CSKA Moscou est prolongé jusqu'à la fin de la saison.
Rudd rejoint le club allemand du s.Oliver Würzbourg en octobre 2019 et quitte le club en février 2020.

## Palmarès
- All-Eurocup Second Team 2016